# William Vans Murray
William Vans Murray (ur. 9 lutego 1760 w Cambridge, Maryland, zm. 11 grudnia 1803 w pobliżu Cambridge, Maryland) – amerykański polityk, prawnik i dyplomata związany z Partią Federalistyczną.
W latach 1791–1797 przez trzy dwuletnie kadencje Kongresu Stanów Zjednoczonych był przedstawicielem stanu Maryland w Izbie Reprezentantów Stanów Zjednoczonych. Najpierw w latach 1791–1793 przez jedną dwuletnią kadencję reprezentował piąty okręg wyborczy w Maryland, a następnie w latach 1793–1797 przez dwie kadencje był przedstawicielem ósmego okręgu wyborczego.
W latach 1797–1801 pełnił funkcję ambasadora Stanów Zjednoczonych w Holandii z nominacji prezydenta Johna Adamsa. Z jego polecenia uczestniczył również w pokojowej misji we Francji w 1799 roku.